# Johannes Sturm

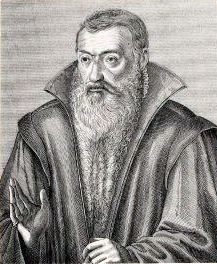
Johannes Sturm

Johannes Sturm inaczej Jean Sturm (ur. 1507 w Schleiden – zm. 1589) – niemiecki reformator szkolnictwa.
Studiował na Uniwersytecie w Leuven i Collège de France w Paryżu. W 1537 roku przybył do Strasburga i w 1538 założył tam szkołę Gymnase Protestant. Stworzył zestaw praw, według których funkcjonowała ta placówka (samodzielny ustrój). Szkoła ta i zasady w niej panujące stały się wzorem do naśladowania dla humanistycznego szkolnictwa w całej Europie.
W Strasburgu znajduje się Foyer Jean-Sturm – nowoczesny internat dla uczniów i studentów.
Również w Polsce istniały szkoły, które opierały się na zasadach Johannesa Sturma. Jedną z nich była szkoła ariańska w Lewartowie, istniejąca w latach 1588-1599. Inspiracje Johannesa Sturma są widoczne w twórczości Wojciecha z Kalisza, który był rektorem i reformatorem szkoły lewartowskiej.